# 노안학산들노래
노안학산들노래는 전라남도 나주시 일원에서 행해지는 농요이다. 2017년 1월 20일 나주시의 향토문화유산 제45호로 지정되었다.

## 지정 사유
나주들노래(노안학산들노래)는 나주의 지리적 특징에 따른 농경문화를 대표하는 무형문화유산으로써 가치가 있으나 현재는 전승여건이 좋지 못한 상황이어서 지금 체계적인 기록을 남겨두지 않으면 사라질 수도 있어 그 보존과 전승을 위해 향토문화유산 지정이 필요하다.